# Come il pane
Come il pane è un singolo del cantautore italiano Gazzelle, pubblicato il 29 novembre 2024 come terzo estratto dal quinto album in studio Indi dall'etichetta Maciste Dischi.

## Tracce
Testi di Flavio Bruno Pardini, musiche di Federico Nardelli.
1. Come il pane – 3:52

## Classifiche
| Classifica (2024) | Posizione massima |
| ----------------- | ----------------- |
| Italia            | 25                |